# Diocese de Caicó
A Diocese de Caicó (Dioecesis Caicoënsis) é uma circunscrição eclesiástica da Igreja Católica no Brasil, pertencente à Província Eclesiástica de Natal e ao Conselho Episcopal Regional Nordeste II da Conferência Nacional dos Bispos do Brasil, sendo sufragânea da Arquidiocese de Natal. A sé episcopal está na Catedral Sant'Ana, na cidade de Caicó, no estado do Rio Grande do Norte. Com a nomeação de Dom Antônio Carlos Cruz Santos, M.S.C. para bispo diocesano de Petrolina, a presente diocese permaneceu vacante, tendo como Administrador Diocesano o Pe. Edson Medeiros de Araújo. No dia 14 de fevereiro de 2025, o padre Antônio Ranis Rosendo dos Santos, C.Ss.R. foi nomeado pelo Papa Francisco como Bispo Eleito desta diocese.  

## História
A diocese de Caicó foi erigida canonicamente em 25 de novembro de 1939, pelo Papa Pio XII, desmembrada da Diocese de Natal, hoje arquidiocese. Dom José de Medeiros Delgado foi o primeiro bispo da diocese, nomeado em 15 de março de 1941 e nomeado em 29 de junho do mesmo ano, permanecendo até 1951, quando foi nomeado arcebispo da Arquidiocese de São Luís do Maranhão.
Seu sétimo bispo foi Antônio Carlos Cruz Santos, que foi ordenado padre em 12 de dezembro de 1992 e nomeado bispo da Diocese de Caicó em 12 de fevereiro de 2014 pelo Papa Francisco, recebendo sua ordenação episcopal em 10 de maio do mesmo ano em São Gonçalo, no Rio de Janeiro, e tomando posse como sétimo bispo diocesano quinze dias depois, em 24 de maio.

## Estatísticas
A diocese abrange 23 municípios e cobre uma área de 9 221 km², com uma população aproximada de 279 mil habitantes em 2021, dos quais 95,6% eram católicos. Naquele ano havia na diocese 29 paróquias e 45 padres.
| Ano  | População aproximada | Percentual de católicos | Diáconos permanentes | Sacerdotes diocesanos | Sacerdotes religiosos | Total de sacerdotes | Homens religiosos | Mulheres religiosas | Paróquias |
| ---- | -------------------- | ----------------------- | -------------------- | --------------------- | --------------------- | ------------------- | ----------------- | ------------------- | --------- |
| 1949 | 130,5 mil            | 99,6%                   | 0                    | 9                     | 5                     | 14                  | 5                 | 27                  | 9         |
| 1959 | 171,7 mil            | 99,4%                   | 0                    | 12                    | 5                     | 32                  | 5                 | 40                  | 9         |
| 1965 | 146,3 mil            | 95,3%                   | 0                    | 16                    | 16                    | 32                  | 0                 | 40                  | 10        |
| 1970 | 165 mil              | -                       | 0                    | 12                    | 0                     | 12                  | -                 | 52                  | 12        |
| 1980 | 235 mil              | 88,5%                   | 3                    | 12                    | 0                     | 12                  | 0                 | 73                  | 12        |
| 1990 | 244,4 mil            | 97%                     | 11                   | 16                    | 0                     | 16                  | 0                 | 70                  | 12        |
| 2000 | 262,5 mil            | 95,6%                   | 10                   | 33                    | 0                     | 33                  | 0                 | 90                  | 18        |
| 2006 | 277 mil              | 95,3%                   | 17                   | 32                    | 0                     | 32                  | 0                 | 63                  | 23        |
| 2013 | 303 mil              | 95,7%                   | 32                   | 43                    | 3                     | 46                  | 3                 | 48                  | 27        |
| 2015 | 310 mil              | 95,7%                   | 39                   | 44                    | 1                     | 45                  | 1                 | 50                  | 27        |

## Bispos
|        | Nome                                       | Período    | Notas                                     |
| Bispos | Bispos                                     | Bispos     | Bispos                                    |
| ------ | ------------------------------------------ | ---------- | ----------------------------------------- |
| 8º     | Antônio Ranis Rosendo dos Santos, C.Ss.R.  | 2025-atual |                                           |
| 7º     | Antônio Carlos Cruz Santos, M.S.C.         | 2014-2024  | Nomeado bispo de Petrolina                |
| 6º     | Manoel Delson Pedreira da Cruz, O.F.M.Cap. | 2006-2012  | Nomeado bispo de Campina Grande           |
| 5º     | Jaime Vieira Rocha                         | 1995-2005  | Nomeado bispo de Campina Grande           |
| 4º     | Heitor de Araújo Sales                     | 1978-1993  | Nomeado arcebispo de Natal                |
| 3º     | Manuel Tavares de Araújo                   | 1959-1978  |                                           |
| 2º     | José Adelino Dantas                        | 1952-1958  | Nomeado bispo de Garanhuns                |
| 1º     | José de Medeiros Delgado                   | 1941-1951  | Nomeado arcebispo de São Luís do Maranhão |

## Paróquias e áreas pastorais
O território da diocese é organizado em 30 paróquias e uma área pastoral, agrupadas em quatro foranias: Caicó, Currais Novos, Jardim do Seridó e Vale do Piranhas.
|                             | Paróquia                                                          | Criação                            | Município(s)            |                  |
| Forania de Caicó            | Forania de Caicó                                                  | Forania de Caicó                   | Forania de Caicó        | Forania de Caicó |
| --------------------------- | ----------------------------------------------------------------- | ---------------------------------- | ----------------------- | ---------------- |
| 1                           | Sant'Ana (Catedral - Centro)                                      | 15 de abril de 1748 (277 anos)     | Caicó                   |                  |
| 2                           | São José (Bairro Paraíba)                                         | 9 de novembro de 1966 (58 anos)    | Caicó                   |                  |
| 3                           | Nossa Senhora de Fátima (Conjunto Vila do Príncipe)               | 27 de novembro de 1966 (58 anos)   | Caicó                   |                  |
| 4                           | Santa Cruz e Nossa Senhora das Dores (Bairro Barra Nova)          | 30 de março de 1997 (28 anos)      | Caicó                   |                  |
| 5                           | Santo Estevão Diácono (Castelo Branco)                            | 11 de junho de 2000 (24 anos)      | Caicó                   |                  |
| 6                           | São Francisco de Assis (Bairro Paulo VI)                          | 4 de outubro de 2011 (13 anos)     | Caicó                   |                  |
| 7                           | Santa Marta de Betânia (Bairro Penedo)                            | 6 de fevereiro de 2021 (4 anos)    | Caicó                   |                  |
| Forania do Vale do Piranhas |                                                                   |                                    |                         |                  |
| 8                           | Nossa Senhora dos Aflitos                                         | 9 de novembro de 1966 (58 anos)    | Jardim de Piranhas      |                  |
| 9                           | São Sebastião João Crispim de Araújo Filho José Segundo de Morais | 4 de outubro de 2011 (13 anos)     | Jucurutu                |                  |
| 10                          | Nossa Senhora do Patrocínio                                       | 6 de dezembro de 2008 (16 anos)    | São Fernando            |                  |
| 11                          | São Severino Mártir                                               | 27 de dezembro de 2008 (16 anos)   | Timbaúba dos Batistas   |                  |
| 12                          | Nossa Senhora do Ó                                                | 1 de setembro de 1858 (166 anos)   | Serra Negra do Norte    |                  |
| 13                          | São João Batista                                                  | 9 de novembro de 1996 (28 anos)    | São João do Sabugi      |                  |
|                             | Área Pastoral Autônoma de Nossa Senhora do Perpétuo Socorro       | 6 de fevereiro de 2015 (10 anos)   | Ipueira                 |                  |
| Forania de Currais Novos    |                                                                   |                                    |                         |                  |
| 14                          | Sant'Ana                                                          | 20 de fevereiro de 1884 (141 anos) | Currais Novos           |                  |
| 15                          | Nossa Senhora da Conceição                                        | 8 de dezembro de 1992 (32 anos)    | Currais Novos           |                  |
| 16                          | São Francisco de Assis                                            | 24 de janeiro de 2015 (10 anos)    | Currais Novos           |                  |
| 17                          | São Sebastião e Nossa Senhora das Graças                          | 5 de abril de 1904 (121 anos)      | Florânia                |                  |
| 18                          | São João Batista                                                  | 28 de abril de 1957 (68 anos)      | Cerro Corá              |                  |
| 19                          | São Francisco de Assis                                            | 4 de outubro de 2002 (22 anos)     | Lagoa Nova              |                  |
| 20                          | São Vicente Férrer                                                | 21 de setembro de 2004 (20 anos)   | São Vicente             |                  |
| 21                          | São Francisco de Assis                                            | 4 de outubro de 2014 (10 anos)     | Tenente Laurentino Cruz |                  |
| Forania de Jardim do Seridó |                                                                   |                                    |                         |                  |
| 22                          | Nossa Senhora da Conceição                                        | 4 de setembro de 1856 (168 anos)   | Jardim do Seridó        |                  |
| 23                          | Nossa Senhora da Guia                                             | 13 de março de 1835 (190 anos)     | Acari                   |                  |
| 24                          | São Sebastião                                                     | 8 de dezembro de 1920 (104 anos)   | Parelhas                |                  |
| 25                          | Nossa Senhora dos Remédios                                        | 13 de novembro de 1944 (80 anos)   | Cruzeta                 |                  |
| 26                          | São José                                                          | 25 de outubro de 1996 (28 anos)    | Carnaúba dos Dantas     |                  |
| 27                          | Divino Espírito Santo                                             | 18 de maio de 1997 (28 anos)       | Ouro Branco             |                  |
| 28                          | São José                                                          | 19 de março de 2001 (24 anos)      | São José do Seridó      |                  |
| 29                          | São Sebastião                                                     | 25 de novembro de 2001 (23 anos)   | Equador                 |                  |
| 30                          | Sant'Ana                                                          | 19 de outubro de 2008 (16 anos)    | Santana do Seridó       |                  |